# Abstraktní hra
Abstraktní hra je taková hra, která nepotřebuje příběh pro uvedení hráče do kontextu, ale naopak staví jen na mechanismu jednoduchých pravidel. Ačkoli se k ní používají i fyzické předměty, například herní deska a figurky, hra si s těmito vystačí, lze ji dobře už bez dalších pomůcek: Bez nutnosti poznámek, bez popisků na herních prvcích.